# Џезмин Камачо-Квин
Џезмин Камачо-Квин (шп. Jasmine Camacho-Quinn; Чарлстон, 21. август 1996.) порториканска је  атлетичарка која се специјализовала за трку на 100 метара са препонама. На Олимпијским играма у Токију 2020. освојила је златну медаљу у финалу трке на 100 метара са препонама.   У полуфиналу, Камачо-Квин је истрчала свој лични рекорд и олимпијски рекорд од 12,26 секунди, што је десето најбрже време у историји трке на 100 метара са препонама. Освојила је бронзану медаљу на Светском првенству 2022 . и сребрну медаљу на Светском првенству 2023. На Олимпијским играма у Паризу 2024. освојила је бронзану медаљу.

## Приватно
Њени родитељи су Џејмс Квин, Афроамериканац, и Марија Милагрос Камачо, жена из Порторика. Оба родитеља су се такмичили у атлетици на студијама у Чарлстону, Јужна Каролина, при чему се њен отац такмичио у тркама са препонама, а мајка као тркачица у спринту и скакачица у даљ. Џезминина мајка је из Трухиљо Алта, Порторико, због чега Џезмин имао право да представља Порторико на међународним такмичењима. Играч Националне лиге америчког фудбала (НФЛ) Роберт Квин је њен брат.  Џезмин је завршила средњу школу Форт Дорчестер у Чарлстону.

## Достигнућа
Све информације преузете са профила Џезмин Камачо-Квин на сајту Светске Атлетике.

### Међународна такмичења
| Година | Такмичење         | Место                  | Позиција       | Дисциплина     | Резултат         | Белешка |
| ------ | ----------------- | ---------------------- | -------------- | -------------- | ---------------- | ------- |
| 2016   | Олимпијске игре   | Рио де Жанеиро, Бразил | – (Полуфинале) | 100 м препоне  | Дисквалификована |         |
| 2021   | Олимпијске игре   | Токио, Јапан           | 1.             | 100 м препоне  | 12.37            |         |
| 2022   | Светско првенство | Јуџин, САД             | 3.             | 100 м препоне  | 12.23            |         |
| 2023   | Светско првенств  | Будимпешта, Мађарска   | 2.             | 100 м преппоне | 12.44            |         |
| 2024   | Олимпијске игре   | Париз, Француска       | 3.             | 100 м препоне  | 12.36            |         |

## Лични рекорди
Све информације преузете са профила Џезмин Камачо-Квин на сајту Светске Атлетике.
| Стаза        | Дисциплина             | Време (секунде.стотинке) | Место               | Датум            | Напомене          |
| ------------ | ---------------------- | ------------------------ | ------------------- | ---------------- | ----------------- |
| На отвореном | 60 метара              | 7.48                     | Маријета, САД       | 29. јул 2020.    | (ветар: +0.3 м/с) |
| На отвореном | 100 метара             | 11.22                    | Клермонт, САД       | 24. јул 2020.    | (ветар: +0.9 м/с) |
| На отвореном | 150 метара             | 16.91                    | Маријета, САД       | 29 July 2020     | (ветар: 0.0 м/с)  |
| На отвореном | 200 метара             | 22.27                    | Каролина, Порторико | 18 March 2022    | (ветар: +1.2 м/с) |
| На отвореном | 300 метара             | 36.12                    | Алачуеј, САД        | 5 July 2020      |                   |
| На отвореном | 100 метара препоне     | 12.26                    | Токио, Јапан        | 1 August 2021    | (ветар: -0.2 м/с) |
| На отвореном | 300 метара препоне     | 47.86                    | Јунион Сити, САД    | 19 May 2012      |                   |
| На отвореном | Скок удаљ              | 6.15 метара              | Колумбија, САД      | 17 May 2014      | (ветар: +0.6 м/с) |
| На отвореном | 4 x 100 метара штафета | 42.30                    | Ноксвил, САД        | 13 May 2018      |                   |
| На отвореном | 4 x 200 метара штафета | 1:30.76                  | Ноксвил, САД        | 14 April 2018    |                   |
| На отвореном | 4 x 400 метара штафета | 3:25.99                  | Ноксвил, САД        | 13 May 2018      |                   |
| У дворани    | 60 метара препоне      | 7.95                     | Клемсон, САД        | 9 February 2018  |                   |
| У дворани    | 200 метара             | 22.81                    | Луивил, САД         | 12 February 2022 |                   |
| У дворани    | 4 x 400 метара штафета | 3:30.08                  | Колеџ Стејшон, САД  | 10 March 2018    |                   |